# 유유백서 - 명계사투편
《유유백서 - 명계사투편》은 1994년 개봉된 유유백서의 극장판이다.

## 한국어 더빙 성우진
- 표영재
- 최석필
- 신용우
- 홍범기
- 정유미
- 정혜옥
- 이용신
- 김기흥
- 현경수